# Firstalm
Die Firstalm ist ein großes Almgelände mit mäßig geneigten Hängen westlich des Spitzingsees. Es gehört zur Flur des Schlierseer Ortsteils Spitzingsee im oberbayerischen Landkreis Miesbach.

## Geographie
Die Firstalm liegt am Ende eines zwischen Brecherspitz im Norden und Stümpfling im Süden verlaufenden Tales und ist etwa 2,5 Kilometer vom Spitzingsee entfernt. Den Namen erhielt das Gebiet wegen der dachartigen Form der westlich begrenzenden Bodenschneid. Es gehört zu den Schlierseer Bergen im  Mangfallgebirge. Auf der Firstalm entspringt der Firstgraben, der die Alm und das Talgebiet entwässert. Der Talboden der Firstalm liegt mit 1325 m ü. NHN etwa 240 Meter höher als der Spitzingsee.

## Touristik
Im Talboden steht in einer kleinen Ansammlung von Gebäuden der Berggasthof Untere Firstalm und etwa 400 Meter nordöstlich davon und rund 50 Meter höher der Berggasthof Obere Firstalm.
Die (mit Sondergenehmigung) von den Berggasthofbetreibern via PKW nutzbaren Wege vom Kurvenlift sowie vom Spitzingsattel zur Firstalm gelten als einfache Wanderwege insbesondere für Familien. Die Firstalmen können aber auch Zwischenstation für größere Touren, wie zum Beispiel zur Brecherspitz, über die Bodenschneid oder zu Stümpfling und Roßkopf sein. Der von der Sektion Bodenschneid des Deutschen Alpenvereins betriebene Sommerweg um die Krettenburg zum Bodenschneidhaus ist mit einem Schild als „nur für Geübte“ gekennzeichnet und führt durch felsiges Gelände. 
Die Krettenburg selbst unmittelbar neben der Oberen Firstalm ist ein beliebtes ganzjährig nutzbares Klettergebiet an einem rund 250 m breiten nach Süden exponierten Felsriegel, in dem rund 120 Kletterrouten im Schwierigkeitsgrad VI bis XI (UIAA-Skala) angelegt sind.
Die Untere Firstalm liegt 100 m vom Einstieg des Nordhanglifts entfernt und ist damit im Winter die südliche Begrenzung des Skigebiets Spitzingsee. Bis zum Ende der 1990er Jahre waren auch ein Tellerlift zur Oberen Firstalm sowie weiterführende Schlepplifte auf den Brecherspitzvorgipfel sowie von der Freudenreichalm zum Plateau oberhalb der Oberen Firstalm in Betrieb. Heute ist die Brecherspitze im Winter ein vielbegangenes Ziel für Skitourengeher.
Ein besonderes Wintersportereigniss ist der alljährlich am Faschingssonntag um die Untere Firstalm stattfindende Skifasching. Er ist einer der ältesten Skifaschings in Oberbayern und zieht schon seit Mitte der 1960er-Jahre Fremde und Einheimische zu närrischem Treiben im Schnee an.
Die Obere Firstalm ist Startpunkt einer Rodelbahn. Diese verläuft auf der für den öffentlichen Verkehr gesperrten Straße von der Gaststätte über 2,5 Kilometer bei etwa 250 Meter Höhenunterschied bis zum Spitzingsattel.

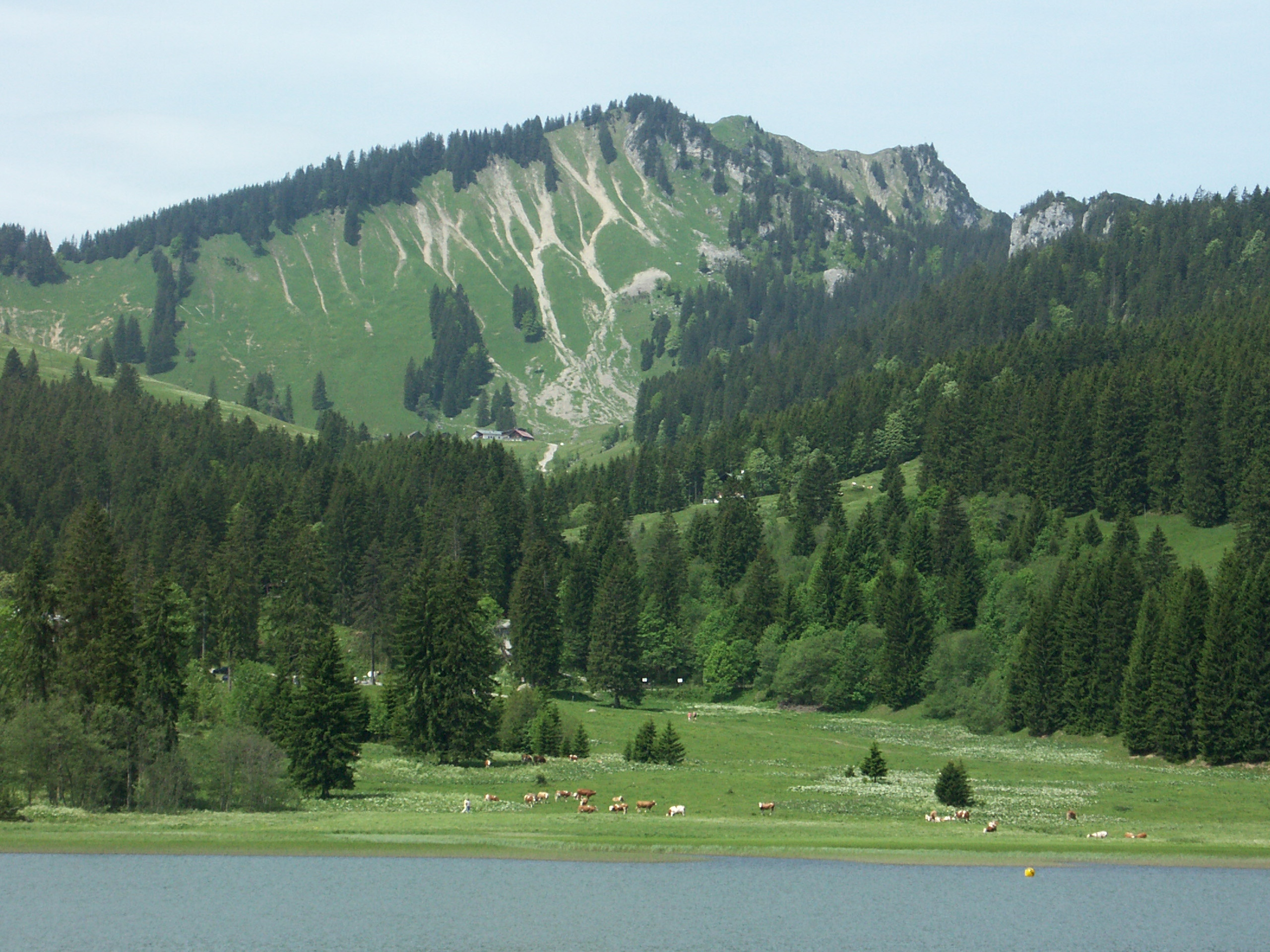
Blick über den Spitzingsee zur Unteren Firstalm (Bildmitte)
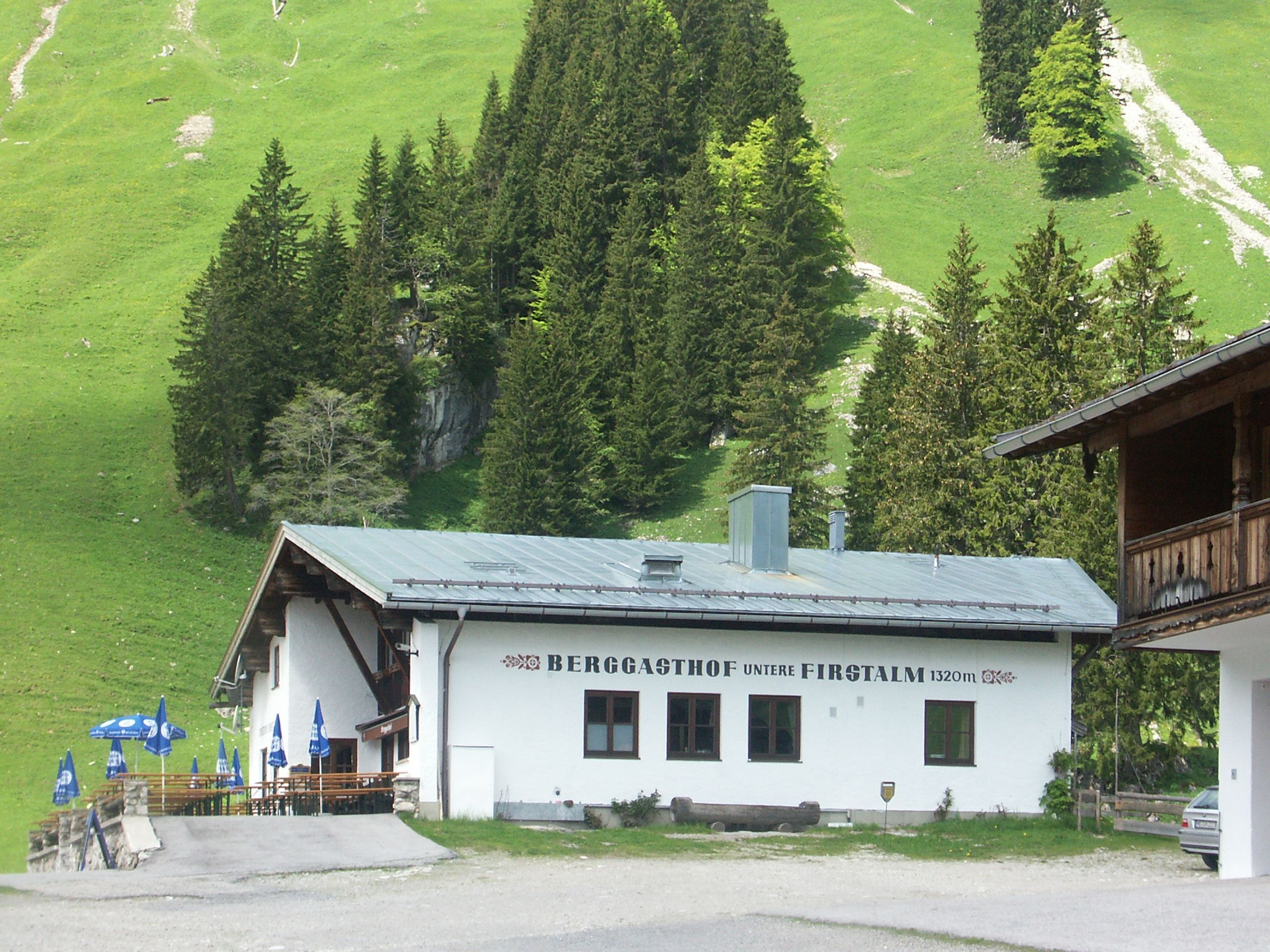
Berggasthof Untere Firstalm
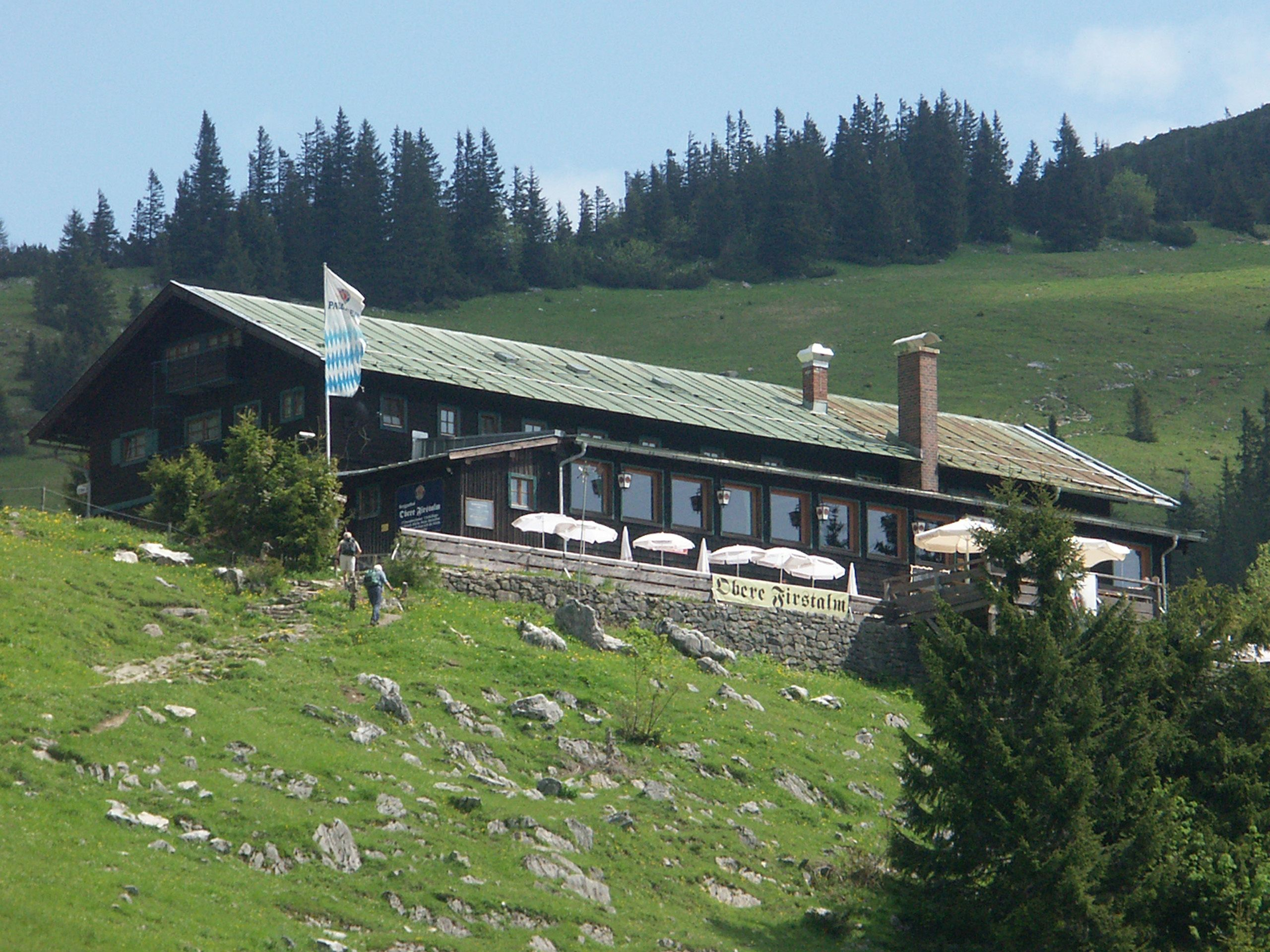
Berggasthof Obere Firstalm
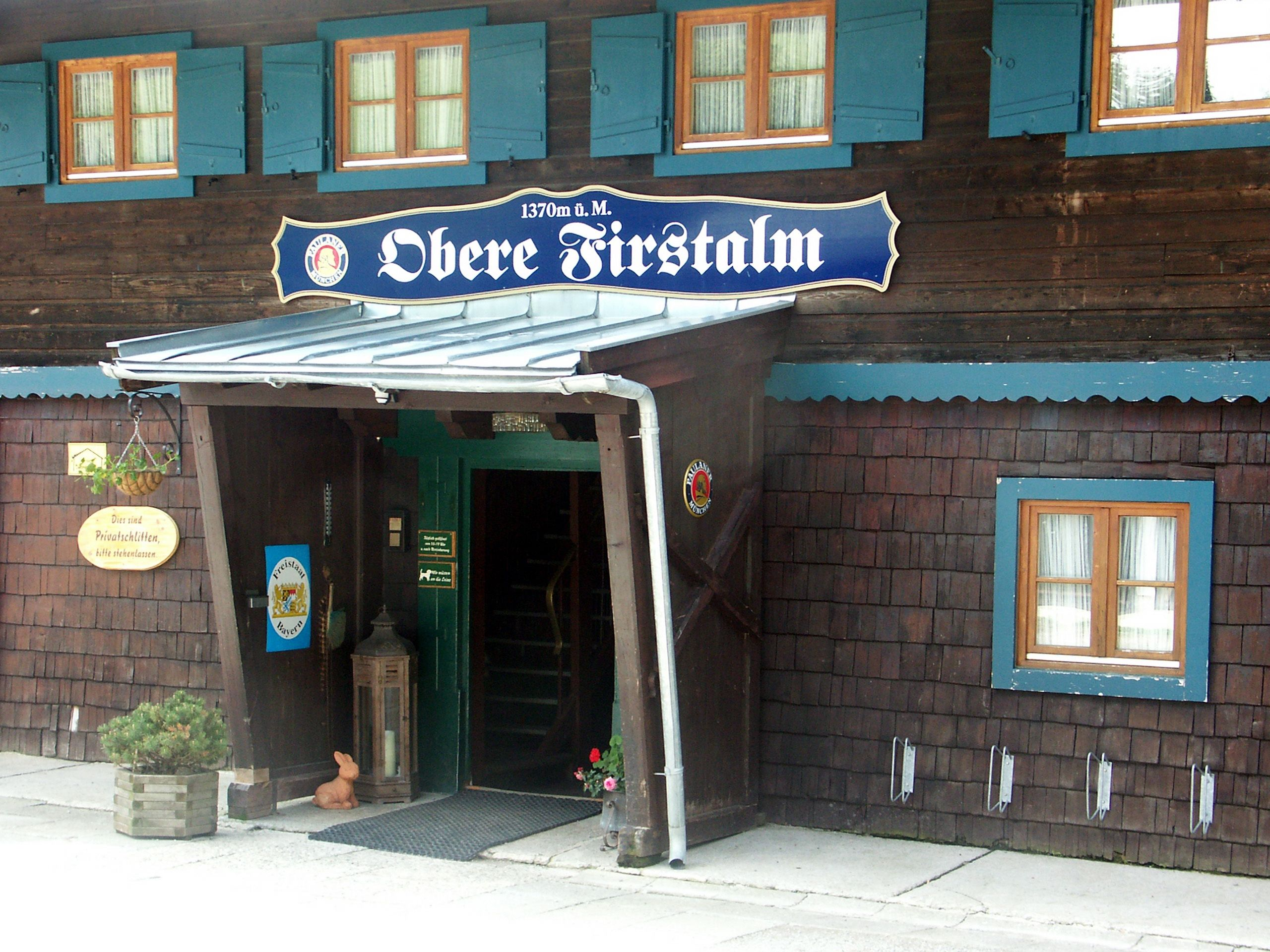
Eingang zur Oberen Firstalm
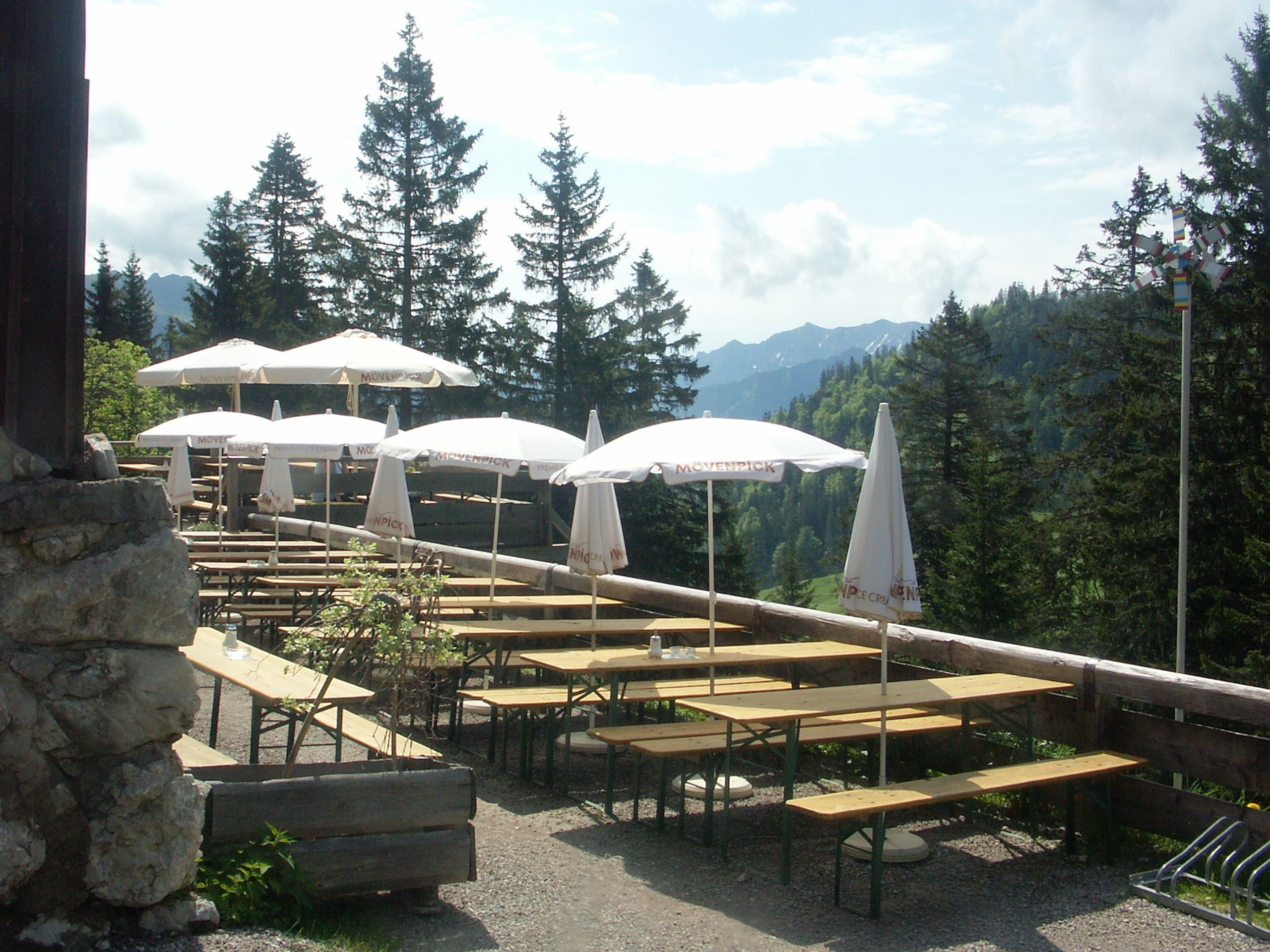
Obere Firstalm – Terrasse